# French Championships 1952
Turniej tenisowy French Championships, dziś znany jako wielkoszlemowy French Open, rozegrano w 1952 roku w dniach 20 maja - 1 czerwca, na kortach im. Rolanda Garrosa w Paryżu.

## Zwycięzcy

### Gra pojedyncza mężczyzn
Jaroslav Drobný -  Frank Sedgman 6-2, 6-0, 3-6, 6-4

### Gra pojedyncza kobiet
Doris Hart -  Shirley Fry 6-4, 6-4